# Karelia-Suite

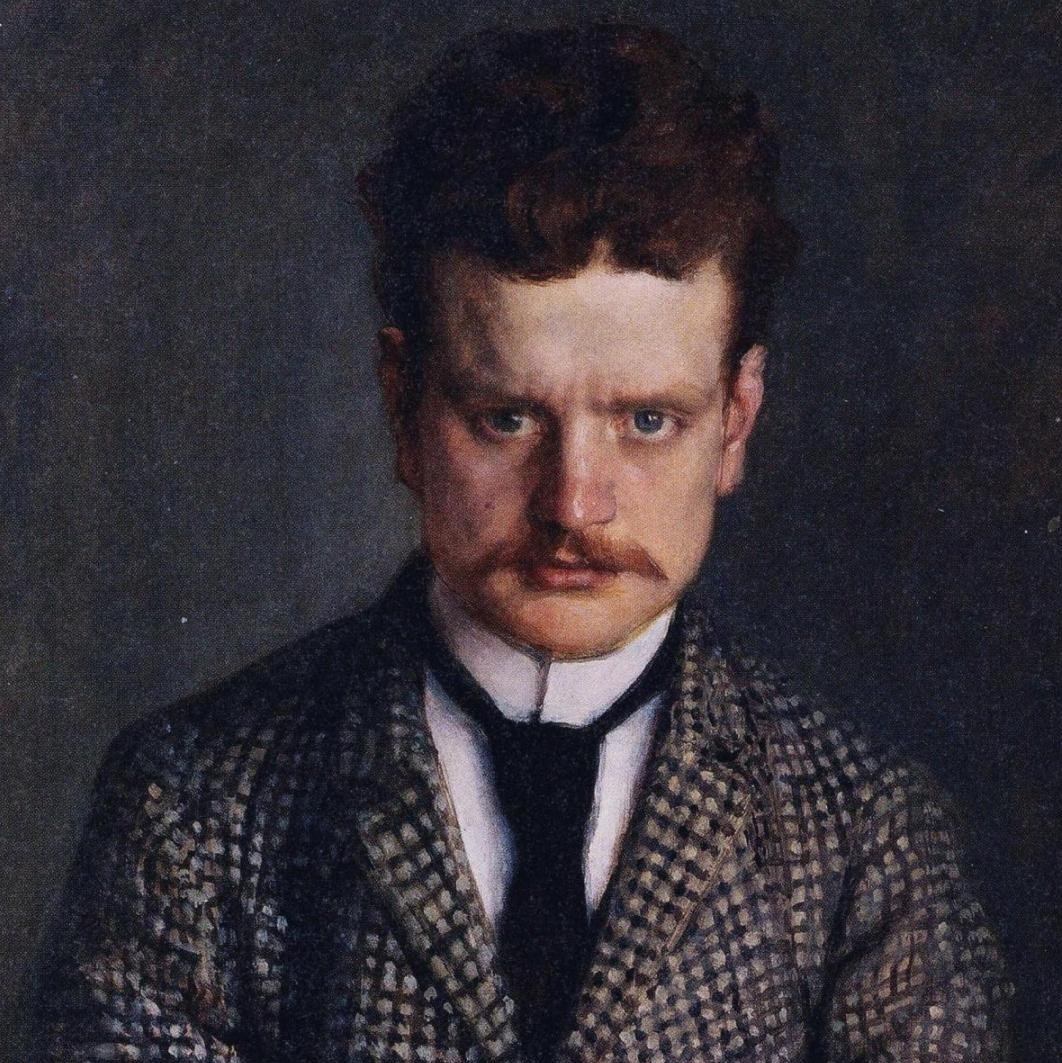
Komponist der Karelia-Suite Jean Sibelius (1892)

Die Karelia-Suite op. 11 ist eine Sammlung von Orchesterstücken des finnischen Komponisten Jean Sibelius. Es ist eines seiner frühesten Werke von 1894 und eines seiner populärsten.
Die einzelnen Stücke stammen aus verschiedenen unabhängigen Werken, die Sibelius 1893 für einen patriotischen Festumzug der Studenten der Universität Helsinki in Wiborg in Karelien in der Südostecke Finnlands (heute Wyborg in Russland) komponiert hatte. Zu Karelien hatte Sibelius immer eine besondere Beziehung. Er ließ sich anfangs von der Volksmusik dort inspirieren und verbrachte dort auch seine Flitterwochen. Sibelius hatte hintereinander eine „Konzertsuite“ aus drei Teilen einer früheren Festmusik zusammengestellt (eine Ouvertüre war bereits gesondert als op. 10 veröffentlicht worden).

## Charakter, Besetzung und Struktur
Der etwas raue Charakter der Musik war beabsichtigt. Die ästhetische Intention lag nicht in ausgefeilter Technik, sondern sie wollte bewusst die naive, folkloristische Authentizität bewahren. Historische Kommentare haben den nationalen Charakter der Musik betont.
Neben Solisten und Chor besteht die Besetzung der Suite aus 3 Flöten (u. a. Piccoloflöte), 3 Oboen (u. a. ein Englischhorn), 2 Klarinetten, 2 Fagotte, 5 Waldhörner in F und E, 3 Trompeten in F und E, 3 Posaunen, Tuba, Pauke, Große Trommel, Becken, Triangel, Tamburin und Streicher.
Ralph Wood hat auf die besondere Rolle der Perkussion in dieser Komposition hingewiesen.
Die Suite besteht aus drei Sätzen:
1. „Intermezzo“: ein flottes Allegro mit einem marschähnlichen Thema, das dumpf im Orchester beginnt und eine Prozession veranschaulicht. Der Satz beruht auf dem Tableau Herzog Narimont aus Litauen zieht Steuern in der Provinz Käkisalmi ein in der ursprünglichen Karelia-Musik[4] und beschreibt karelische Jäger, die die Steuern in Form von Fell bezahlen. In Großbritannien wurde das Stück verwendet als Titelmelodie der langlebigen ITV-Serie This Week und wurde auch 1975 benutzt als Eingangsmusik der Nachrichtensendung TV One in Neuseeland. Außerdem nutzte die ARD das Intermezzo im Tatort Angriff auf Wache 08 als musikalische Untermalung eines Robotereinsatzes.
2. „Ballade“: gesungen von einem Barden (oder von einem Englischhorn), Bezug nehmend auf den schwedischen König Karl VIII. des 15. Jahrhunderts, wie er sich in seinem Schloss an sein früheres Leben erinnert, während er von Minnesängern unterhalten wird.
3. „Alla Marcia“: ein berauschender Marsch, ursprünglich ein Stück aus einer Sammlung, die eine Burgbelagerung veranschaulichen sollte. Die Hauptepisode des fünften Tableaus, d. h. Pontus de la Gardie rückt auf Käkisalmi vor (Pontus de la Gardie Käkisalmen edustalla) ist in der Praxis dasselbe wie Alla marcia, das die Karelia-Suite beendet.[5]

## Rekonstruktionen der vollständigen Karelia-Musik
Es wurden bislang zwei Versuche zur Rekonstruktion der vollständigen Karelia-Musik unternommen. Eine Fassung von Kalevi Aho wurde 1997 von der Sinfonia Lahti unter der Leitung von Osmo Vänskä auf CD eingespielt. Ebenfalls 1997 rekonstruierte der finnische Komponist Jouni Kaipainen die gesamte „Karelia-Musik“, sie wurde erstmals 1998 von dem Tampere Philharmonic Orchestra unter Tuomas Ollila auf CD aufgenommen. Sie besteht aus einer Ouvertüre und 10 Stücken und dauert ca. 44 Minuten, während die Suite lediglich 12 Minuten dauert.
1. Ouvertüre
2. Tableau 1: Ein Heim in Karelien – Das Runic-Lied, unterbrochen von Kriegsmusik (1293)
3. Tableau 2*: Die Gründung der Burg Wiborg (1293)
4. Tableau 3*: Narimont, Herzog von Litauen, erhebt Steuern in der Provinz Käkisalmi (1333)
5. Intermezzo (I)
6. Tableau 4: Ballade – Karl Knutsson auf der Burg Wiborg (1446)
7. Tableau 5*: Pontus de la Gardie rückt auf Käkisalmi vor (1580)
8. Intermezzo (II): Alla marcia
9. Tableau 6*: Die Belagerung von Wiborg (1710)
10. Tableau 7/8*: Die Vereinigung des alten Finnland [Karelien] mit dem Rest von Finnland (1811) – Die finnische Nationalhymne „Unser Land“.

* vervollständigt und rekonstruiert von Jouni Kaipainen 1997